# Station Laski Lubuskie
Station Laski Lubuskie is een spoorwegstation in de Poolse plaats Laski Lubuskie.